# Macrocoma rubripes
Macrocoma rubripes é uma espécie de escaravelho de folha da Europa, Ásia e possivelmente Norte de África. Foi primeiro descrito por Ludwig Wilhelm Schaufuss em 1862, como espécies de Pseudocolaspis.

## Subespécie
Há duas subespécies de M. rubripes:
- Macrocoma rubripes rubripes: A subespécie nominotípica.  Está distribuído na Península balcánica, Chipre, Turquia, Síria e o Caucaso. Também se encontra na Arábia Saudita,[3] Egipto,[4] Líbia,[5] e Argélia.[6]
- Macrocoma rubripes turkmena Lopatin, 1976: Encontrado no Turcomenistão.

Alguns autores reconhecem uma terceira subespécie, Macrocoma rubripes balcanica (Apfelbeck, 1912), distribuído na Bulgária e norte de Dobruja.